# Fugløya (Gildeskål)

Fugløya  est une île de la commune de Gildeskål, en mer de Norvège dans le comté de Nordland en Norvège.

## Description
L'île de 13 km2 est très montagneuse, le point culminant étant le Hagtinden de 765 mètres de haut. Les îles de Fleina, Sør-Arnøya, Nord-Arnøya et Sandhornøya se trouvent à plusieurs kilomètres au nord-est.
L'île n'a plus de résidents permanents. Il y avait deux villages principaux sur l'île : Sør-Fugløy au sud et Nord-Fugløy au nord. Les deux sont maintenant utilisés comme maisons de vacances. Un sol fertile a fait que les gens ont vécu sur l'île pendant longtemps. Après la Seconde Guerre mondiale, environ 200 personnes vivaient encore sur Fugløya.
Au sud-ouest de Fugløya se trouve l'archipel de Fugløyvær, qui comprend 140 îlots et îlots ; il est également inhabité.

### Réserve naturelle
La partie occidentale de l'île est protégée en tant que réserve naturelle de Fugløya. L'île compte plusieurs grandes colonies d'oiseaux, dont des macareux.
Dans la réserve se trouvent l'épave d'un avion allemand qui s'est écrasé ici le 22 mai 1942. Toujours en 1968, un avion s'est écrasé sur le Fugløyfjellet, et les deux  passagers à bord sont morts.

## Galerie

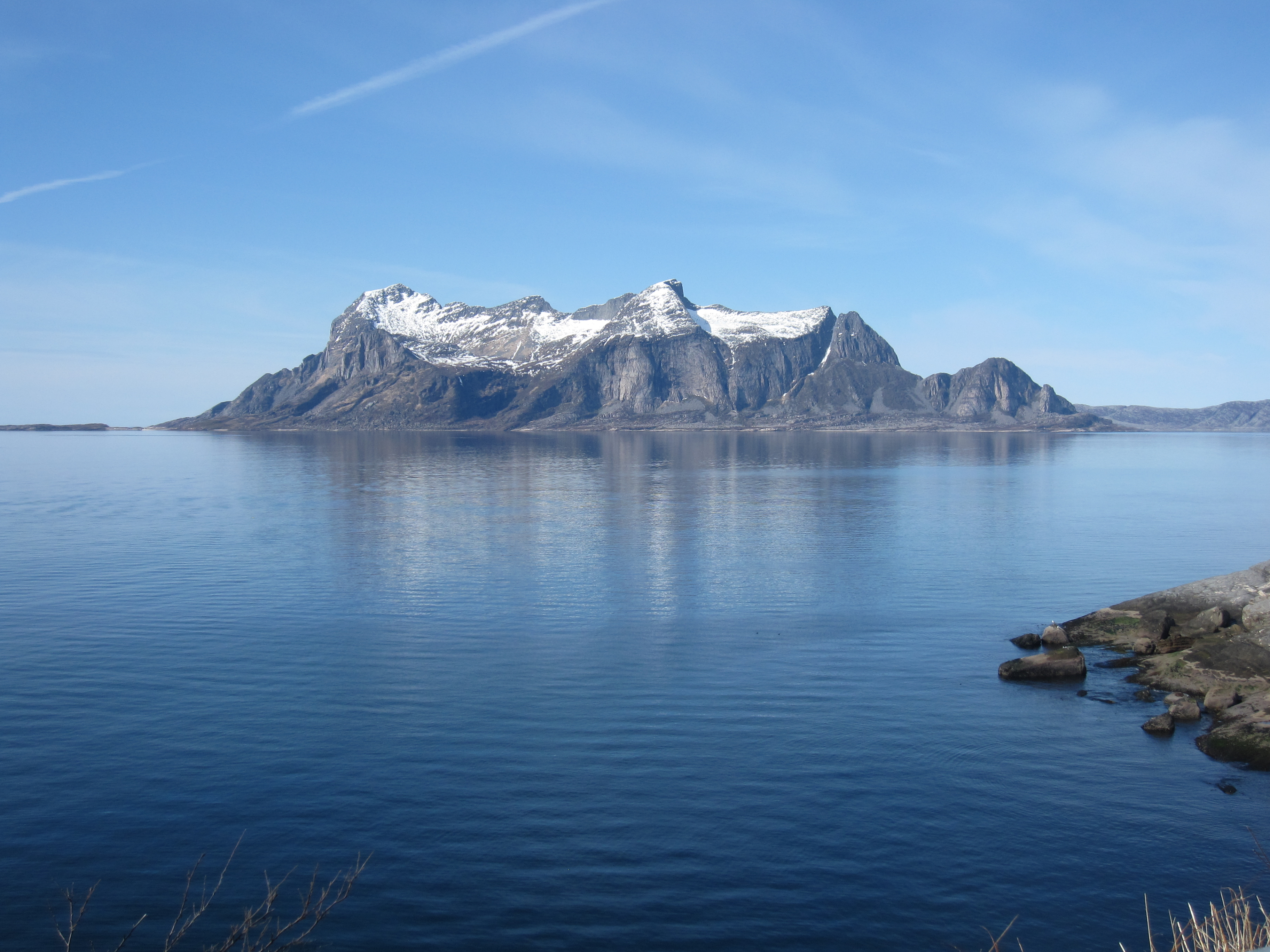
Île de Fugløya
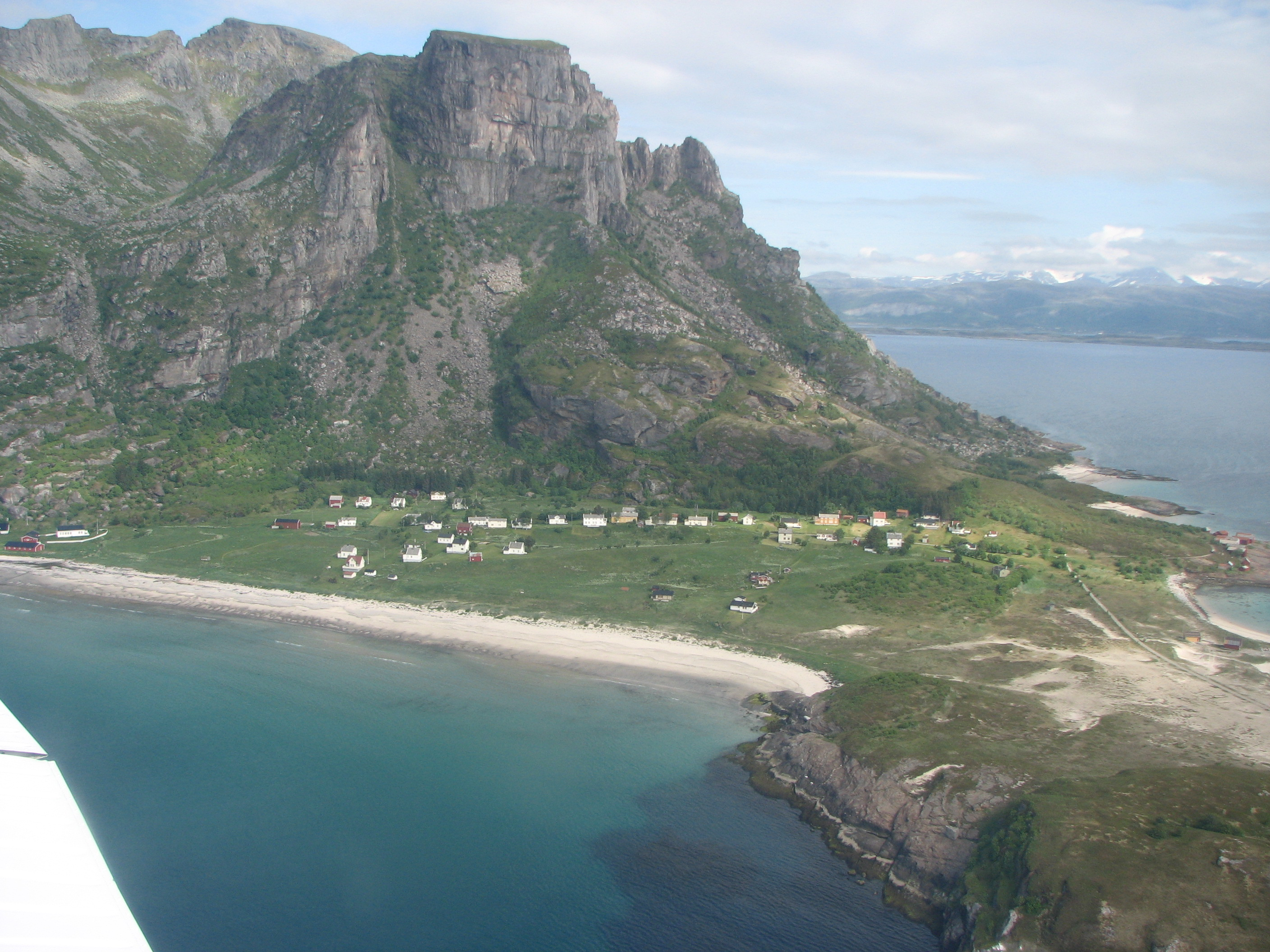
Village de Sørfugløy